# Lithocystis muelleri
Lithocystis muelleri is een soort in de taxonomische indeling van de Myzozoa, een stam van microscopische parasitaire dieren. Het organisme komt uit het geslacht Lithocystis en behoort tot de familie Urosporidae. Lithocystis muelleri werd in 1892 ontdekt door Léger.